# Liste des stations du tramway de Nice
Pour un article plus général, voir Tramway de Nice.
La liste des stations du tramway de Nice, en France, comprend 46 stations, depuis le 13 novembre 2019.

## Ligne 1
|  |   |  | Station                                            | Coordonnées                 | Lieu                  | Correspondances                                                      |
|  | - |  | -------------------------------------------------- | --------------------------- | --------------------- | -------------------------------------------------------------------- |
|  | ■ |  | Henri Sappia                                       | 43° 43′ 50″ N, 7° 15′ 15″ E | Le Ray, Nice          |                                                                      |
|  | • |  | Comte de Falicon Fouònt dóu Temple                 | 43° 43′ 34″ N, 7° 15′ 21″ E | Le Ray, Nice          |                                                                      |
|  | • |  | Le Ray Lou Rai                                     | 43° 43′ 17″ N, 7° 15′ 24″ E | Saint-Sylvestre, Nice |                                                                      |
|  | • |  | Gorbella Gourbeloun                                | 43° 43′ 04″ N, 7° 15′ 25″ E | Saint-Sylvestre, Nice |                                                                      |
|  | • |  | Valrose Université San Maurici                     | 43° 42′ 55″ N, 7° 15′ 41″ E | Libération, Nice      |                                                                      |
|  | • |  | Borriglione                                        | 43° 42′ 43″ N, 7° 15′ 43″ E | Libération, Nice      |                                                                      |
|  | • |  | Libération San Miquéu                              | 43° 42′ 33″ N, 7° 15′ 45″ E | Libération, Nice      | Chemins de fer de Provence                                           |
|  | • |  | Gare Thiers Béuluec                                | 43° 42′ 20″ N, 7° 15′ 53″ E | Jean-Médecin, Nice    | TGV inOui, Ouigo, Intercités de nuit, TER Provence-Alpes-Côte d'Azur |
|  | • |  | Jean Médecin Camplonc                              | 43° 42′ 06″ N, 7° 16′ 02″ E | Jean-Médecin, Nice    | Tram · Ligne 2 du tramway de Nice · Ligne 3 du tramway de Nice       |
|  | • |  | Masséna                                            | 43° 41′ 54″ N, 7° 16′ 10″ E | Jean-Médecin, Nice    |                                                                      |
|  | • |  | Opéra – Vieille Ville Viéia Vila – Sant Eligi      | 43° 41′ 50″ N, 7° 16′ 23″ E | Vieux-Nice, Nice      |                                                                      |
|  | • |  | Cathédrale – Vieille Ville Viéia Vila – La Rouacha | 43° 41′ 54″ N, 7° 16′ 36″ E | Vieux-Nice, Nice      |                                                                      |
|  | • |  | Garibaldi                                          | 43° 42′ 06″ N, 7° 16′ 50″ E | Le Port, Nice         | Tram · Ligne 2 du tramway de Nice · Ligne 3 du tramway de Nice       |
|  | • |  | République Pouòrta de Turin                        | 43° 42′ 17″ N, 7° 16′ 57″ E | Riquier, Nice         |                                                                      |
|  | • |  | Palais des Expositions Paioun                      | 43° 42′ 26″ N, 7° 17′ 02″ E | Riquier, Nice         |                                                                      |
|  | • |  | Vauban Rocabiliera                                 | 43° 42′ 36″ N, 7° 17′ 12″ E | Saint-Roch, Nice      |                                                                      |
|  | • |  | Saint-Jean d'Angely Université Sourgentin          | 43° 42′ 34″ N, 7° 17′ 24″ E | Saint-Roch, Nice      |                                                                      |
|  | • |  | Saint-Roch San Roc                                 | 43° 42′ 42″ N, 7° 17′ 34″ E | Saint-Roch, Nice      |                                                                      |
|  | • |  | Virgile Barel Mount Gros                           | 43° 42′ 54″ N, 7° 17′ 34″ E | Saint-Roch, Nice      |                                                                      |
|  | • |  | Saint-Charles San Càrlou                           | 43° 43′ 06″ N, 7° 17′ 30″ E | Saint-Roch, Nice      |                                                                      |
|  | • |  | Pont Michel Bouòn Viage                            | 43° 43′ 22″ N, 7° 17′ 27″ E | Saint-Roch, Nice      | TER Provence-Alpes-Côte d'Azur                                       |
|  | ■ |  | Hôpital Pasteur                                    | 43° 43′ 24″ N, 7° 17′ 07″ E | Pasteur, Nice         |                                                                      |

## Ligne 2
|  |   |  | Station                            | Coordonnées                 | Lieu                 | Correspondances                                                |
|  | - |  | ---------------------------------- | --------------------------- | -------------------- | -------------------------------------------------------------- |
|  | ■ |  | Port Lympia                        | 43° 41′ 55″ N, 7° 17′ 07″ E | Le Port, Nice        | Port                                                           |
|  | • |  | Garibaldi – Le Château             | 43° 42′ 06″ N, 7° 16′ 50″ E | Le Port, Nice        | Tram · Ligne 1 du tramway de Nice · Ligne 3 du tramway de Nice |
|  | • |  | Durandy                            | 43° 42′ 08″ N, 7° 16′ 20″ E | Carabacel, Nice      | Tram · Ligne 3 du tramway de Nice                              |
|  | • |  | Jean Médecin                       | 43° 42′ 06″ N, 7° 16′ 02″ E | Jean-Médecin, Nice   | Tram · Ligne 1 du tramway de Nice · Ligne 3 du tramway de Nice |
|  | • |  | Alsace Lorraine                    | 43° 41′ 51″ N, 7° 15′ 22″ E | Thiers, Nice         | Tram · Ligne 3 du tramway de Nice                              |
|  | • |  | Centre universitaire méditerranéen | 43° 41′ 35″ N, 7° 14′ 59″ E | Gambetta, Nice       | Tram · Ligne 3 du tramway de Nice                              |
|  | • |  | Magnan                             | 43° 41′ 29″ N, 7° 14′ 42″ E | Baumettes, Nice      | Tram · Ligne 3 du tramway de Nice                              |
|  | • |  | Lenval – Hôpital                   | 43° 41′ 22″ N, 7° 14′ 28″ E | Baumettes, Nice      | Tram · Ligne 3 du tramway de Nice                              |
|  | • |  | Fabron                             | 43° 41′ 13″ N, 7° 14′ 14″ E | Fabron, Nice         | Tram · Ligne 3 du tramway de Nice                              |
|  | • |  | Sainte-Hélène                      | 43° 41′ 02″ N, 7° 14′ 02″ E | Fabron, Nice         | Tram · Ligne 3 du tramway de Nice                              |
|  | • |  | Carras                             | 43° 40′ 54″ N, 7° 13′ 53″ E | Fabron, Nice         | Tram · Ligne 3 du tramway de Nice                              |
|  | • |  | Ferber                             | 43° 40′ 38″ N, 7° 13′ 42″ E | Fabron, Nice         | Tram · Ligne 3 du tramway de Nice                              |
|  | • |  | Cassin / Kirchner                  | 43° 40′ 21″ N, 7° 13′ 27″ E | Caucade, Nice        | Tram · Ligne 3 du tramway de Nice                              |
|  | • |  | Parc Phœnix                        | 43° 40′ 10″ N, 7° 13′ 10″ E | Caucade, Nice        | Tram · Ligne 3 du tramway de Nice                              |
|  | • |  | Grand Arénas                       | 43° 40′ 11″ N, 7° 12′ 41″ E | Saint-Augustin, Nice | TER Provence-Alpes-Côte d'Azur                                 |
|  | • |  | Aéroport – Terminal 1              | 43° 39′ 55″ N, 7° 12′ 39″ E | Arénas, Nice         | Aéroport (terminal 1)                                          |
|  | ■ |  | Aéroport – Terminal 2              | 43° 39′ 39″ N, 7° 12′ 19″ E | Arénas, Nice         | Aéroport (terminal 2)                                          |

## Ligne 3
|  |   |  | Station                            | Coordonnées                 | Lieu                    | Correspondances                                                |
|  | - |  | ---------------------------------- | --------------------------- | ----------------------- | -------------------------------------------------------------- |
|  | ■ |  | Saint-Isidore                      | 43° 42′ 38″ N, 7° 11′ 41″ E | Saint-Isidore, Nice     | Chemins de fer de Provence                                     |
|  | • |  | Stade                              | 43° 42′ 19″ N, 7° 11′ 48″ E | Saint-Isidore, Nice     |                                                                |
|  | • |  | Éco-Parc                           | 43° 41′ 52″ N, 7° 11′ 47″ E | Saint-Isidore, Nice     |                                                                |
|  | • |  | Les Arboras-Université             | 43° 41′ 34″ N, 7° 11′ 57″ E | Sainte-Marguerite, Nice |                                                                |
|  | • |  | La Plaine                          | 43° 41′ 15″ N, 7° 12′ 06″ E | Sainte-Marguerite, Nice |                                                                |
|  | • |  | Méridia                            | 43° 40′ 58″ N, 7° 12′ 11″ E | Sainte-Marguerite, Nice |                                                                |
|  | • |  | Digue des Français                 | 43° 40′ 36″ N, 7° 12′ 21″ E | Saint-Augustin, Nice    | Tram · Ligne B du tramway de Nice                              |
|  | • |  | Paul Montel / Les Moulins          | 43° 40′ 24″ N, 7° 12′ 31″ E | Saint-Augustin, Nice    | Tram · Ligne B du tramway de Nice                              |
|  | • |  | Grand Arénas                       | 43° 40′ 11″ N, 7° 12′ 41″ E | Saint-Augustin, Nice    | TER Provence-Alpes-Côte d'Azur                                 |
|  | • |  | Parc Phœnix                        | 43° 40′ 10″ N, 7° 13′ 10″ E | Caucade, Nice           | Tram · Ligne 2 du tramway de Nice                              |
|  | • |  | Cassin / Kirchner                  | 43° 40′ 21″ N, 7° 13′ 27″ E | Caucade, Nice           | Tram · Ligne 2 du tramway de Nice                              |
|  | • |  | Ferber                             | 43° 40′ 38″ N, 7° 13′ 42″ E | Fabron, Nice            | Tram · Ligne 2 du tramway de Nice                              |
|  | • |  | Carras                             | 43° 40′ 54″ N, 7° 13′ 53″ E | Fabron, Nice            | Tram · Ligne 2 du tramway de Nice                              |
|  | • |  | Sainte-Hélène                      | 43° 41′ 02″ N, 7° 14′ 02″ E | Fabron, Nice            | Tram · Ligne 2 du tramway de Nice                              |
|  | • |  | Fabron                             | 43° 41′ 13″ N, 7° 14′ 14″ E | Fabron, Nice            | Tram · Ligne 2 du tramway de Nice                              |
|  | • |  | Lenval – Hôpital                   | 43° 41′ 22″ N, 7° 14′ 28″ E | Baumettes, Nice         | Tram · Ligne 2 du tramway de Nice                              |
|  | • |  | Magnan                             | 43° 41′ 29″ N, 7° 14′ 42″ E | Baumettes, Nice         | Tram · Ligne 2 du tramway de Nice                              |
|  | • |  | Centre universitaire méditerranéen | 43° 41′ 35″ N, 7° 14′ 59″ E | Gambetta, Nice          | Tram · Ligne 2 du tramway de Nice                              |
|  | • |  | Alsace Lorraine                    | 43° 41′ 51″ N, 7° 15′ 22″ E | Thiers, Nice            | Tram · Ligne 2 du tramway de Nice                              |
|  | • |  | Jean Médecin                       | 43° 42′ 06″ N, 7° 16′ 02″ E | Jean-Médecin, Nice      | Tram · Ligne 1 du tramway de Nice · Ligne 2 du tramway de Nice |
|  | • |  | Durandy                            | 43° 42′ 08″ N, 7° 16′ 20″ E | Carabacel, Nice         | Tram · Ligne 2 du tramway de Nice                              |
|  | • |  | Garibaldi – Le Château             | 43° 42′ 06″ N, 7° 16′ 50″ E | Le Port, Nice           | Tram · Ligne 1 du tramway de Nice · Ligne 2 du tramway de Nice |
|  | ■ |  | Port Lympia                        | 43° 41′ 55″ N, 7° 17′ 07″ E | Le Port, Nice           | Port                                                           |

### Projet d'extension
|  |   |  | Station                        | Correspondances            |
|  | - |  | ------------------------------ | -------------------------- |
|  | x |  | Lingostière Centre commercial  |                            |
|  | x |  | Pôle multimodal de Lingostière | Chemins de fer de Provence |

Note

## Ligne B
|  |   |  | Station                      | Coordonnées                 | Lieu                    | Correspondances                   |
|  | - |  | ---------------------------- | --------------------------- | ----------------------- | --------------------------------- |
|  | ■ |  | CADAM – Centre administratif | 43° 40′ 34″ N, 7° 11′ 57″ E | Sainte-Marguerite, Nice |                                   |
|  | • |  | Digue des Français           | 43° 40′ 36″ N, 7° 12′ 21″ E | Saint-Augustin, Nice    | Tram · Ligne 3 du tramway de Nice |
|  | • |  | Paul Montel / Les Moulins    | 43° 40′ 24″ N, 7° 12′ 31″ E | Saint-Augustin, Nice    | Tram · Ligne 3 du tramway de Nice |
|  | • |  | Grand Arénas                 | 43° 40′ 11″ N, 7° 12′ 41″ E | Saint-Augustin, Nice    | TER Provence-Alpes-Côte d'Azur    |
|  | • |  | Aéroport – Terminal 1        | 43° 39′ 55″ N, 7° 12′ 39″ E | Arénas, Nice            | Aéroport (terminal 1)             |
|  | ■ |  | Aéroport – Terminal 2        | 43° 39′ 39″ N, 7° 12′ 19″ E | Arénas, Nice            | Aéroport (terminal 2)             |

## Ligne 4 (en construction)
|  |   |  | Station                             | Coordonnées                 | Lieu                    | Correspondances                   |
|  | - |  | ----------------------------------- | --------------------------- | ----------------------- | --------------------------------- |
|  | ■ |  | CADAM – Centre administratif        | 43° 40′ 34″ N, 7° 11′ 57″ E | Sainte-Marguerite, Nice |                                   |
|  | • |  | Digue des Français                  | 43° 40′ 37″ N, 7° 12′ 09″ E | Saint-Augustin, Nice    | Tram · Ligne 3 du tramway de Nice |
|  | • |  | Paul Montel / Les Moulins           | 43° 40′ 35″ N, 7° 12′ 23″ E | Saint-Augustin, Nice    | Tram · Ligne 3 du tramway de Nice |
|  | • |  | Grand Arénas                        | 43° 40′ 12″ N, 7° 12′ 53″ E | Saint-Augustin, Nice    | TER Provence-Alpes-Côte d'Azur    |
|  | x |  | Parc des expositions et des congrès |                             | Saint-Augustin, Nice    |                                   |
|  | x |  | Gare de Saint-Laurent-du-Var        |                             | Saint-Laurent-du-Var    | TER Provence-Alpes-Côte d'Azur    |
|  | x |  | Institut Arnault Tzanck             |                             | Saint-Laurent-du-Var    |                                   |
|  | x |  | Chaillon                            |                             | Saint-Laurent-du-Var    |                                   |
|  | x |  | Vauban                              |                             | Saint-Laurent-du-Var    |                                   |
|  | x |  | Val Fleuri                          |                             | Cagnes-sur-Mer          |                                   |
|  | x |  | Le Cros                             |                             | Cagnes-sur-Mer          | TER Provence-Alpes-Côte d'Azur    |
|  | x |  | Besset                              |                             | Cagnes-sur-Mer          |                                   |
|  | x |  | La Pinède                           |                             | Cagnes-sur-Mer          |                                   |
|  | x |  | Hippodrome                          |                             | Cagnes-sur-Mer          |                                   |
|  | x |  | Maréchal Juin                       |                             | Cagnes-sur-Mer          | TER Provence-Alpes-Côte d'Azur    |
|  | x |  | Villette                            |                             | Cagnes-sur-Mer          |                                   |
|  | x |  | Square Bourdet                      |                             | Cagnes-sur-Mer          |                                   |
|  | x |  | Lycées                              |                             | Cagnes-sur-Mer          |                                   |

## Ligne 5 (en projet)
|  |   |  | Station                              | Coordonnées | Lieu                   | Correspondances                   |
|  | - |  | ------------------------------------ | ----------- | ---------------------- | --------------------------------- |
|  | x |  | Palais des Expositions               |             | Cimiez / Riquier, Nice | Tram · Ligne 1 du tramway de Nice |
|  | x |  | Vauban                               |             | Saint-Roch, Nice       | Tram · Ligne 1 du tramway de Nice |
|  | x |  | Pont Vincent Auriol                  |             | Roquebillière, Nice    |                                   |
|  | x |  | Les Abattoirs                        |             | Roquebillière, Nice    |                                   |
|  | x |  | Pont Michel                          |             | Roquebillière, Nice    | TER Provence-Alpes-Côte d'Azur    |
|  | x |  | Bon Voyage / Les écoles              |             | Roquebillière, Nice    |                                   |
|  | x |  | Lavoir / AFPA                        |             | Roquebillière, Nice    |                                   |
|  | x |  | Liserons / Ponts jumeaux             |             | Roquebillière, Nice    |                                   |
|  | x |  | Hôpital Sainte-Marie / La Blanquière |             | Roquebillière, Nice    |                                   |
|  | x |  | Les Chênes Blancs                    |             | L'Ariane, Nice         |                                   |
|  | x |  | Pont de la Liberté                   |             | L'Ariane, Nice         | TER Provence-Alpes-Côte d'Azur    |
|  | x |  | Place de l'Ariane                    |             | L'Ariane, Nice         |                                   |
|  | x |  | Pont Anatole France                  |             | La Trinité             |                                   |
|  | x |  | La Trinité                           |             | La Trinité             | TER Provence-Alpes-Côte d'Azur    |
|  | x |  | Les Chênes Verts                     |             | La Trinité             |                                   |
|  | x |  | Drap                                 |             | Drap                   |                                   |